# シラ・バートル
シラ・バートル（モンゴル語: Šira baγatur,中国語: 失剌抜都児,? - ?）とはアスト部出身で、13世紀末に大元ウルスに仕えた人物。『元史』などの漢文史料では失剌抜都児(shīlàbádōuér)と記される。

## 概要
シラ・バートルの父はオルク・テムル(月魯達某)と言い、モンゴル帝国第4代皇帝モンケの治世よりモンゴル帝国に仕えるようになった人物であった。モンケは即位以前、ヨーロッパ遠征にてカフカース地方の攻略を担当し、征服地で多くのアス人(アラン人＝後のオセット人)を臣下として取り立てていた。オルク・テムルもそのような先達にならい、配下のアス人10名を率いてカフカース地方から移住し、モンケに仕えるようになった人物であると見られる。東アジアに移住したオルク・テムルはクビライを総司令とする雲南・大理遠征に従軍して多くの軍功を挙げ、副将のウリヤンカダイの報告によって捕虜一口を褒賞として下賜された。しかし、間もなく刀傷のために亡くなった。
シラ・バートルは1284年(至元21年)の南宋遠征に従軍して功績を挙げ、1287年(至元24年)-1288年(至元25年)のナヤン・カダアンの乱鎮圧にも活躍した。シラ・バートルは1302年(大徳6年)に亡くなり、息子のノガイ(那海)が後を継いだ。